# Acalypha seleriana
Acalypha seleriana är en törelväxtart som beskrevs av Jesse More Greenman. Acalypha seleriana ingår i släktet akalyfor, och familjen törelväxter. Inga underarter finns listade i Catalogue of Life.